# Alzina de Can Vidalet
L'Alzina de Can Vidalet (Quercus ilex ilex) era una alzina urbana de dimensions considerables que es trobava a Esplugues de Llobregat (el Baix Llobregat).
L'any 2019 es van talar l'alzina degut a la presència d'un fong que podria haver provocat el trencament del tronc en un punt d'important afluència de gent.

## Dades descriptives
- Perímetre del tronc a 1,30 m: 2,93 m.
- Perímetre de la base del tronc: 4,53 m.
- Alçada: 15,74 m.
- Amplada de la capçada: 14,56 m.
- Altitud sobre el nivell del mar: 90 m.[1]

## Entorn
És al Parc de Can Vidalet. Es troba al jardí, a la banda de la carretera de Collblanc, a l'entrada al parc per l'edifici de l'Escola d'Idiomes. Les construccions són d'arrel modernista, ja que anys enrere havia estat una torre privada. Avui és d'ús públic i té diverses instal·lacions i unes magnífiques zones enjardinades. Destaca el llac amb uns bells exemplars de Taxodium i una nombrosa població d'ànecs collverds. La vegetació ornamental és una combinació d'espècies urbanes d'origen decimonònic, formada per alguns arbres singulars i declarats d'interès local d'espècies com l'ombú, el tamariu i el pi blanc. Als voltants de l'alzina hi ha casuarina, xiprer d'Arizona, sòfora, tipuana, om de Sibèria, plàtan, til·ler, lledoner, xiprer, ailant, arbre de l'amor, olivera, margalló, hibisc, Cotoneaster lacteus, marfull, boneter del Japó, baladre, olivella texana, gessamí blau, pitòspor, esparreguera de jardí, heura, fals miraguà, herba de la Pampa i tomaquera del diable.

## Aspecte general
Té gran part de la capçada eliminada (segurament per sequera o malalties). També se li han fet treballs per subjectar-li el brancatge amb perill de trencament i per cobrir-li ferides i talls, i segurament diferents tractaments fitosanitaris, fet que denota l'estima que se li té com a monument vegetal de la vila. Tot i la seua absència de plenitud, l'arbre es troba en un estat estable i de vigor moderat.

## Accés
Cal dirigir-se a dins el municipi, al Parc de Can Vidalet, al qual s'entra per l'accés de l'Escola d'Idiomes. GPS 31T 0424464 4580950.